# Asa-Branca

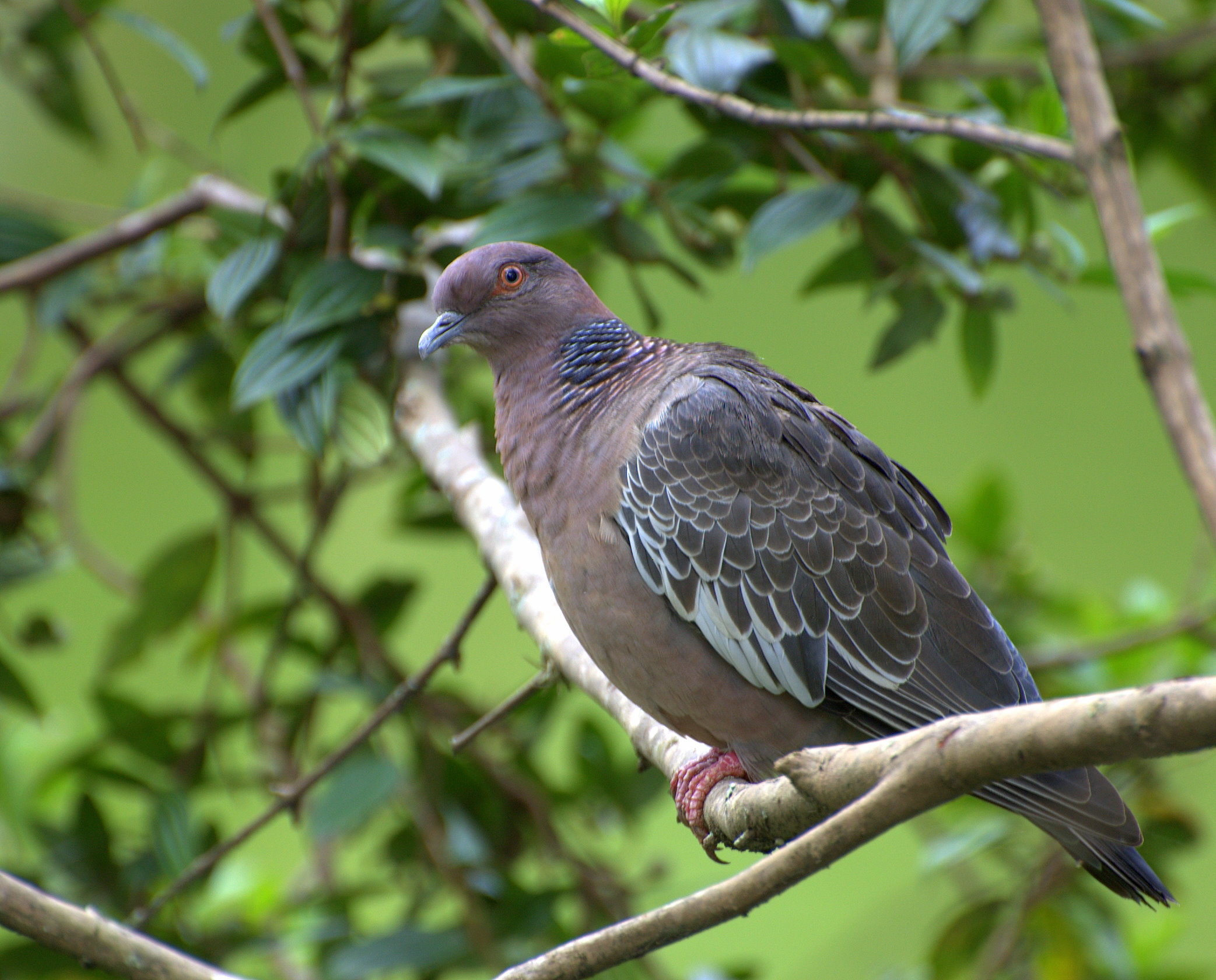
Asa-Branca

«Asa-Branca» es un choro brasileño de 1947 compuesto por Humberto Teixeira y Luiz Gonzaga, que también fue su principal intérprete.

## Otros intérpretes
- Fagner
- Caetano Veloso
- Elis Regina
- Tom Zé
- Badi Assad
- Maria Bethânia
- Gilberto Gil
- Hermeto Pascoal
- Raul Seixas

- Datos: Q2420599